# Hypotaenidia woodfordi
Il rallo di Woodford o rallo delle Salomone (Hypotaenidia woodfordi (Ogilvie-Grant, 1889)) è un uccello della famiglia dei Rallidi originario delle isole Salomone.

## Descrizione
Il rallo delle Salomone è un grosso rallide dal piumaggio color marrone scuro sulle regioni superiori e grigio fuligginoso su quelle inferiori, chiazzato di bianco sulla parte bassa dell'addome; il sottoala è screziato da barre bianche. Ha zampe corte e sottili, di colore azzurro chiaro, e un lungo becco color corno.

## Biologia
Il rallo delle Salomone non ha una stagione degli amori ben definita, e può nidificare in ogni periodo dell'anno. Il nido è posto sempre nei pressi dei corsi d'acqua. È una specie onnivora ed è stata vista cercare il cibo in acque poco profonde.

## Distribuzione e habitat
Hypotaenidia woodfordi è presente sull'isola di Bougainville in Papua Nuova Guinea, e in alcune delle isole Salomone (Santa Isabel, Guadalcanal e forse Choiseul.)
.

## Tassonomia
Attualmente vengono riconosciute tre sottospecie di rallo delle Salomone:
- H. w. tertia (Mayr, 1949) (Bougainville);
- H. w. woodfordi (Ogilvie-Grant, 1889) (Guadalcanal);
- H. w. immaculata (Mayr, 1949) (Santa Isabel).